# Nergal

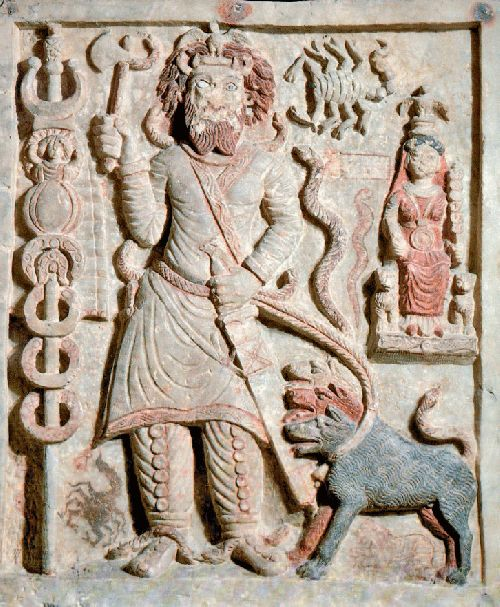
Rilievo partiano di Nergal, del I-II secolo a.C., rinvenuto ad Hatra in Iraq

Nergal (o Nerigal Signore della grande città) è il dio del calore solare, del fuoco, delle inondazioni e delle pestilenze e sposo di Ereshkigal, la regina degli inferi.
Figlio di Enlil e Ninlil o Belet-ili (Black and Green 1998 : 136) appare anche in una versione bilingue di una canzone di Balag di Ninive come figlio di Enki

## Fonti e mito
Il poema assiro-babilonese in lingua accadica, chiamato dagli studiosi Nergal e Ereshkigal, ci è pervenuto frammentario e in tre versioni: versione di Tell el-Amarna e versione di Sultantepe ed Uruk; la prima differisce abbastanza delle ultime che fanno pensare a un'unica versione solo lievemente variata, nonostante ciò queste piccole differenze hanno aiutato gli studiosi nell'interpretazione del testo.
La storia raccontata da queste tavolette ci narra di come Nergal assurse al ruolo di re degli inferi. Gli dei celesti decisero di dare un banchetto ma non potendo loro scendere nei domini di Ereshkigal (l'irkalla, cioè gli inferi) né essa salire nel cielo, dominio di Anu, venne invitato il suo araldo Namtar per rappresentarla. Al giungere di questi tutti gli dei si alzarono per porgere i propri rispetti tranne Nergal. La regina degli inferi, venuta a sapere dell'onta subita, condannerà a morte Nergal. Questi, secondo la versione di Tell El Amarna, venne aiutato da Ea che gli darà in scorta sette e sette guardiani. Essi apriranno le porte degli inferi che, come documentano altri testi, sono in grado di far perdere i poteri agli dei e gli permetteranno di sottomettere Ereshkigal. Essa gli si offrirà come sposa che lui accetterà felice.
Mentre secondo le altre versioni sarà Erra, dio della peste e gemello di Nergal, a scendere negli inferi e sposare Ereshkigal. Tale figura è ancora dibattuta e considerata un doppio, un gemello oppure come la natura stessa duale di Nergal. Figure simili possono essere considerate: quella di Eracle figlio umano di Zeus che diviene dio ma la cui ombra dimora negli inferi, quelle dei dioscuri Castore (mortale) e Polluce (immortale) a cui Zeus concesse, affinché potessero rimanere insieme, di dimorare metà tempo negli inferi e metà sull'Olimpo.
Un santuario dedicato a Nergal fu scoperto negli anni settanta a Mashkan-shapir, sito archeologico a sud di Baghdad.

## Nergal nella cultura di massa

### Fumetti
- Nella serie a fumetti Hellblazer, dedicata a John Constantine, compare anche il demone Nergal, come nemico del mago.
- Nella serie Dampyr, edita dalla Bonelli Editore, Nergal è uno dei Maestri della Notte più antichi e più potenti, che ha stretto un patto con le potenze infernali diventando Capo della Polizia Segreta dell'Altra Parte (il Male), ed è in perenne lotta con Caleb Lost e Dampyr.

### Film
- Nel lungometraggio di Hellboy del 2004, viene citato quando "Abe" dopo aver compiuto ricerche sul demone affrontato nella metropolitana da Hellboy poco prima, afferma che si tratti di Sammael figlio di Nergal (Nergal-Jahad), segugio della distruzione e uno degli Ogdru Hem.

### Altri media
- Dal dio Nergal è stato chiaramente ispirato la Divinità del Caos Nurgle della saga di Warhammer.
- Nergal è anche il nom de plume di Adam Darski, frontman e chitarrista della band polacca Behemoth.
- Nergal è anche una delle Oppositio Senshi del videogioco Sailor Moon Another Story e rappresenta la guerriera opposta a Sailor Mars.
- Nergal è anche uno dei personaggi della serie de Le tenebrose avventure di Billy e Mandy.
- Nergal è anche l'antagonista nel videogioco Fire Emblem per Game Boy Advance. Egli usa la magia nera, e per attaccare usa il tomo Ereshkigal.
- Un demone di nome Nergal compare nella serie animata per adulti Hazbin Hotel.

Nergal viene anche rappresentato come il padre dell'avvenente Catherine, appartenente al videogioco di cui il nome di essa è omonimo. Nergal non è un personaggio ricorrente ed esso infatti potrà solo essere scorto durante due finali in particolare.